# Государственный строй
Госуда́рственный строй — система политико-правовых, административных, экономических и социальных отношений в государстве, которая устанавливается основными законами (Конституцией, основополагающими законами, декларациями о независимости и так далее), а также структура государства, обусловленная социально-экономическим развитием общества и соотношением политических сил в государстве; один из основных аспектов политической системы. 
Понятие «государственный строй» является более широким, чем «конституционный строй», который представляет собой систему отношений и ценностей, устанавливаемых и охраняемых конституцией.